# Berenguer de Bardají
Berenguer de Bardají y López de Sesé (Benasque, ¿1365? - Barcelona, 1432), escrito antiguamente como Berenguer de Bardaxí o como Berenguer de Bardaixí en idioma aragonés, fue un noble aragonés. Fue parte importante del Compromiso de Caspe, Justicia de Aragón y barón.

## Familia
Berenguer pertenecía a la familia Bardají, una de las más importantes familias del Pirineo con origen en Benasque. Era el hermano pequeño de Arnau de Bardají, en aquel entonces cabeza del linaje.
Se casó con Isabel de Ram, hermana de Domingo Ram y Lanaja, obispo de Huesca, con la que tuvo cuatro hijos:
- Juan de Bardají, heredero suyo y destacado militar que casó con Beatriz de Pinós.[3]
- Berenguer de Bardají, que heredó la baronía de Oliete y Letúx, Gargallo, Estercuel, Cañizar y Obón. Casó con Isabel de Luna.[4]
- Jorge Bardají y Ram, obispo de Tarazona y de Pamplona.
- María de Bardají, mujer de Pedro Jiménez de Urrea

## Biografía
Entre 1389 y 1404 fue procurador de la reina Violante de Bar (viuda de Juan I). Asistió a las Cortes generales de Maella de 1404. Tres años después representó a Martín I en el concilio provincial de Zaragoza.
Durante la crisis sucesoria de 1410-1412 fue un defensor de Fernando de Antequera, rumoreándose que cobraba 500 florines al mes por ello. Fue miembro de las comisiones que sentaron el Compromiso de Caspe. A pesar de no ser clérigo, fue presidente de dicha comisión en el Parlamento de Alcañiz, donde se buscó una salida sucesoria. En 1412 fue uno de los compromisarios nombrados para resolver la cuestión, que terminó eligiendo a Fernando de Antequera.
En recompensa, fue nombrado comandante de las fuerzas pirenaicas que se enfrentaron a los mercenarios de la revuelta de Jaime de Urgel. Puso sitio a Balaguer, lo venció y tras su derrota en 1413 fue uno de los firmantes de su sentencia a cadena perpetua. En recompensa recibió 60.000 florines de oro  propiedades de la derrotada Casa de Urgel (La Almolda, Os de Balaguer y Castellfollit).
Más tarde fue consejero del rey Alfonso V de Aragón, que le nombró en 1417 barón y en 1424 Justicia de Aragón. Desde esta posición reprimió la oposición al poder real en el reino.
Murió en 1432 siendo uno de los más altos oficiales reales y señor de partes de Urgel, la ciudad de Zaidín, Velilla de Cinca, I barón de Antillón, I barón de la Almolda, Pertusa, Bespén y Letux.